# آزمون لاکمن

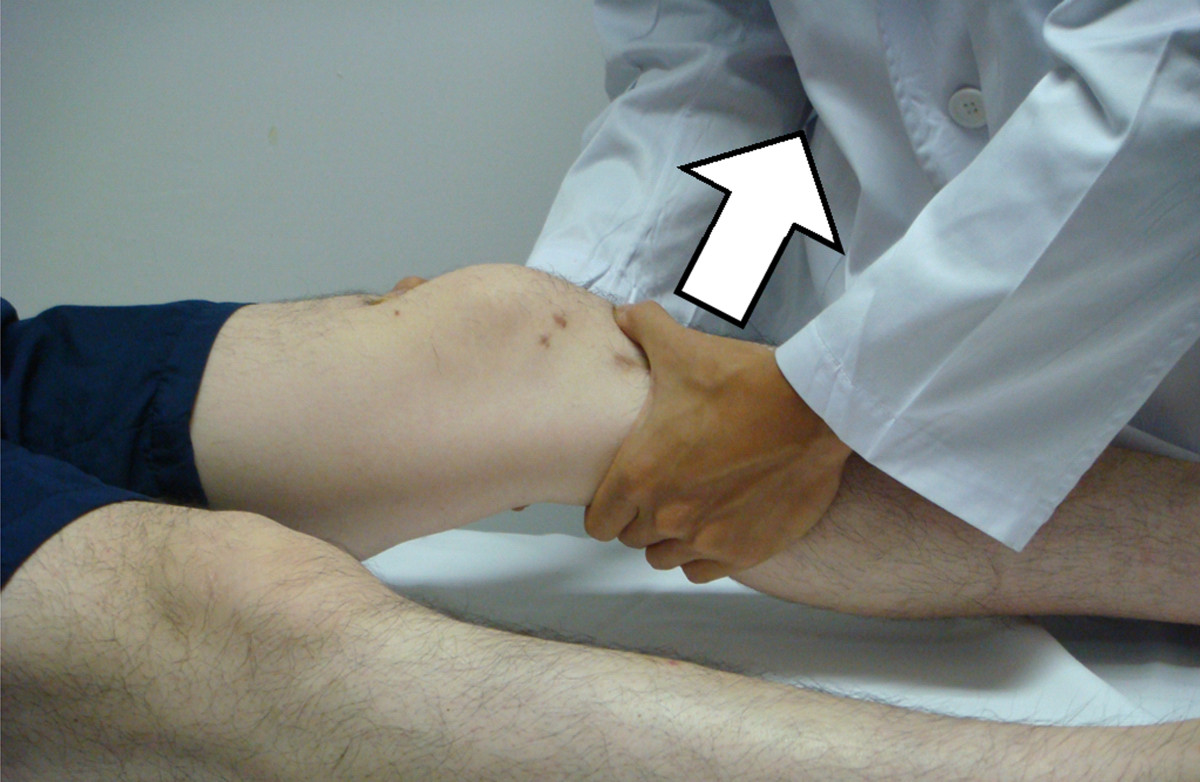
پزشک در حال انجام تست لاچمن بر روی زانوی بیمار

آزمون لاکمن (به انگلیسی: Lachman test) تست بالینی ارتوپدی که جهت سنجش و تشخیص بی‌ثباتی (لقی) در رباط صلیبی قدامی انجام می‌گیرد.
این تست نسبت به سایر تست‌ها از حساسیت و اطمینان بالاتری برخوردار می‌باشد. در این مانور بیمار به حالت طاق‌باز قرار گرفته و زانو در فلکسیونی ۱۰ تا ۲۰ درجه قرار می‌گیرد، از یک دست برای ثابت کردن فمور و با دست دیگر پروگزیمال تیبیا را گرفته و تیبیا به جلو هل داده می‌شود. در انجام این تست میزان جابجایی زانوی آسیب دیده نسبت به زانوی سالم مقایسه می‌گردد.

## معایب
این تست در فاز مزمن آسیب در رباط صلیبی قدامی از خطا در تشخیص برخوردار می‌باشد.